# داگ لیوینگستون
داگ لیوینگستون (هلندی: Doug Livingstone؛ ۲۵ فوریهٔ ۱۸۹۸ – ۱۵ ژانویهٔ ۱۹۸۱) بازیکن و مربی فوتبال اهل اسکاتلند بود.

## باشگاهی
از باشگاه‌هایی که در آن بازی کرده‌است می‌توان به باشگاه فوتبال آبردین، باشگاه فوتبال پلیموث آرگیل، باشگاه فوتبال سلتیک، باشگاه فوتبال ترانمره راورز و باشگاه فوتبال اورتون اشاره کرد.